# صلاحیت‌های مردانه
صلاحیت‌های مردانه (انگلیسی: Qualifications of Men؛‏ کره‌ای: 남자의 자격) یک ریلتی-ورایتی شوی محصول کره جنوبی است که از ۲۹ مارس ۲۰۰۸ تا ۷ آوریل ۲۰۱۳ از کی‌بی‌اس۲ پخش شد. این برنامه که با عنوان «۱۰۱ کاری که یک مرد باید قبل از مرگ انجام دهد» شناخته می‌شود، شامل گروهی از سلبریتی‌های مرد با سن‌ها و شخصیت‌های مختلف می‌شود که به انجام چالش‌ها و مأموریت‌هایی می‌پردازند تا خود را به یک «مرد واقعی» تبدیل کنند. این مأموریت‌ها از فیزیکی تا احساسی را شامل می‌شوند و آن‌ها در هر زمینه با مربیان مختلفی ملاقات کرده و مهارت‌های جدیدی می‌آموزند.